# Richard Rodriguez (Achterbahndauerfahrer)

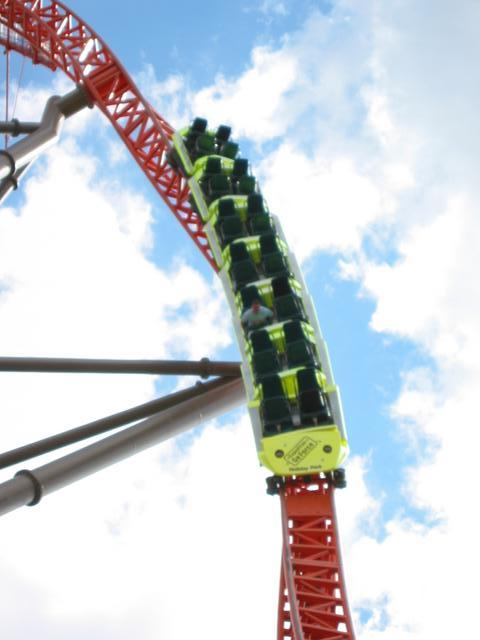
Richard Rodriguez bei seinem Weltrekordversuch 2003 alleine im Zug von Expedition GeForce

Richard Rodriguez (* 12. Dezember 1958 in New York City) alias King of Rollercoaster hat sich aufgrund seiner spektakulären Achterbahndauerfahrten in der ganzen Welt einen Namen gemacht. In Deutschland wurde der US-amerikanische Hochschullehrer in den Jahren 2002 und 2003 durch seinen Achterbahnmarathon auf Expedition GeForce im Holiday Park bekannt. Während seiner Rekordfahrten konnte er bereits zahlreiche Gelder für Hilfsprojekte und Stiftungen sammeln. Auch die Forschung hat seit Jahren ein gesteigertes Interesse an seinen Marathonfahrten, da Daten über seine körperliche Verfassung (Herz, Kreislauf, Knochengerüst usw.) gesammelt werden können.

## Die frühen Jahre
Seine Liebe zu Achterbahnen entdeckte Rodriguez bereits sehr früh, da er in der Nähe des berühmten New Yorker Vergnügungsparks Coney Island aufwuchs. Seine erste Rekordfahrt machte er im Jahre 1977 mit 18 Jahren auf dem geschichtsträchtigen Cyclone. Insgesamt verbrachte er 104 Stunden auf der mittlerweile unter Denkmalschutz gestellten Bahn. In den folgenden Jahren bis 1982 machte er insgesamt 10 verschiedene Rekordfahrten in Kanada, England, Deutschland und den USA, bevor er eine Pause einlegte.

## Rekordfahrten auf dem Big Dipper
Zu seinen spektakulärsten Fahrten gehören die Dauerfahrten auf dem Big Dipper in Blackpool Pleasure Beach. In den Jahren 1994, 1998 und 2000 verbrachte er über 3500 Stunden auf der Bahn. Während dieser Zeit konnte er u. a. 30.000 US$ für eine Diabetes-Stiftung einfahren.

## Coastermarathon im Holiday Park
Obwohl er in Deutschland bereits im Jahre 1982 eine Rekordfahrt auf dem Superwirbel im Holiday Park absolviert hatte, erlangte er dort erst in den Jahren 2002 und 2003 Bekanntheit. Sein erster Achterbahnmarathon auf der Expedition GeForce fand im Jahre 2002 statt. Insgesamt fuhr er in diesem Jahr 104 Tage (In Anlehnung auf seinen ersten Rekord, der 104 Stunden dauerte). Allerdings fand die Rekordfahrt nur tagsüber statt, da die Expedition GeForce aufgrund der Lärmentwicklung nachts nicht fahren durfte. Um einen Eintrag ins Guinnessbuch zu bekommen, musste aber eine Nonstop-Achterbahnfahrt stattfinden. Aus diesem Grund startete der „King of Rollercoaster“ im folgenden Jahr eine neue Rekordfahrt im Holiday Park. Diesmal fuhr er am Tag Expedition GeForce und in der Nacht Superwirbel. Seine Fahrt dauerte insgesamt 49 Tage und Nächte, davon wurden aber nur 192 Stunden vom Guinnessbuch anerkannt (wegen Sicherheitsunterbrechungen u. Ä.). Dennoch reichte die Fahrt aus, um den alten Weltrekord zu brechen.
Während seines Achterbahnmarathons konnte auf Rodriguez’ Wunsch für die UNESCO-Aktion „Bildung für Kinder in Not“ ein fünfstelliger Betrag gesammelt werden (durch Sammelboxen, Spendenkonto usw.). Sogar die Dixitoilette, auf der der Amerikaner neben der Bahn seine Notdurft verrichtete, konnte im Internet für die UNESCO-Aktion ersteigert werden.

## Weltrekord 2007
Im August 2006 startete der Oberpfälzer Stefan Seemann im Freizeitland Geiselwind eine Rekordfahrt, mit der er den Amerikaner nach Guinnessregeln vom Thron stürzte. Bereits ein Jahr später, im August 2007, konnte sich Richard Rodriguez nach Dauerfahrten auf den Bahnen The Big One und Big Dipper in Blackpool Pleasure Beach den Guinnesseintrag zurückholen.

## Medizinische Forschung
Während seiner Achterbahnfahrten im Holiday Park stellte sich Richard Rodriguez auch als Forschungsobjekt für Ärzte und Wissenschaftler zur Verfügung. Sowohl das Deutsche Zentrum für Luft- und Raumfahrt in Köln, als auch das Flugmedizinische Institut der Luftwaffe in Fürstenfeldbruck bei München begleiteten seine Fahrten, um zahlreiche Daten aufzuzeichnen. Dabei ging es insbesondere um zu erwartende Veränderungen im Regulationssystem von Herz und Kreislauf sowie Veränderungen im Knochengerüst.
Bei Untersuchung nach der Fahrt kam etwa heraus, dass Rodriguez aufgrund seines stabilen Reaktionsmusters und seines autonomen Nervensystems eine Veranlagung hat, die Belastungen zu kompensieren. Diese Fähigkeit besitzen nach Einschätzungen der Wissenschaft nur sehr wenige Menschen.

## Übersicht der Rekordfahrten
- 1977 – Coney Island Cyclone, USA – 104 Stunden
- 1978 – Swamp Fox, USA – 110 Stunden
- 1978 – Rebel Yell, USA- 124 Stunden
- 1979 – Roaring Tiger, USA – 128 Stunden
- 1979 – Big Dipper, England – 140 Stunden
- 1979 – Ghost Town Coaster, USA – 150 Stunden
- 1979 – PNE Flyer, Kanada – 168 Stunden
- 1980 – Florida Hurricane, USA – 172 Stunden
- 1980 – Big Dipper, England – 209 Stunden
- 1981 – Super Manege, Kanada – 220 Stunden
- 1982 – Superwirbel, Deutschland – 368 Stunden
- 1994 – Big Dipper, England – 549 Stunden
- 1998 – Big Dipper, England – 1000 Stunden (46 Tage)
- 2000 – Big Dipper, England – 2000 Stunden (3 Monate)
- 2001 – The Boss, USA – 100 Tage (Nur bei Tag)
- 2002 – Expedition GeForce, Deutschland – 104 Tage (Nur bei Tag)
- 2003 – Expedition GeForce und Superwirbel, Deutschland – 1940 Stunden
- 2007 – The Big One und Big Dipper, England – 2000 Stunden